# Xã New Durham, Quận LaPorte, Indiana
Xã New Durham (tiếng Anh: New Durham Township) là một xã thuộc quận LaPorte, tiểu bang Indiana, Hoa Kỳ. Năm 2010, dân số của xã này là 8.664 người.